# Antonio Mazzone
Antonio Mazzone (ur. 19 grudnia 1934 w Neapolu, zm. 10 grudnia 2022 w Neapolu) – włoski polityk, prawnik i samorządowiec, parlamentarzysta krajowy, w latach 1989–1994 poseł do Parlamentu Europejskiego III kadencji.

## Życiorys
Ukończył studia prawnicze, praktykował po nich jako adwokat. W politykę zaangażował się już jako szesnastolatek. Przystąpił do Włoskiego Ruch Społecznego, był m.in. członkiem jego władz krajowych. W latach 1975–1983 zasiadał w radzie regionu Kampania, następnie w latach 1983–1989 w Izbie Deputowanych IX i X kadencji. Od 1988 pełnił funkcję wiceprzewodniczącym jego parlamentarnej ruchu. W 1989 kandydował bez powodzenia do Parlamentu Europejskiego, mandat europosła objął 26 października 1989 w miejsce Giuseppe Tatarelli. Podobnie jak reszta członków partii pozostał niezrzeszony, zasiadł m.in. w Komisji ds. Kwestii Prawnych i Praw Obywatelskich, Komisji ds. Kontroli Budżetu oraz Komisji ds. Zagranicznych i Bezpieczeństwa.
W latach 1994–1996 ponownie zasiadał w izbie niższej włoskiego parlamentu z ramienia Sojuszu Narodowego, powstałego z przekształcenia MSI. Od 1993 także pozostawał członkiem rady miejskiej Neapolu. W wyborach krajowych w 1996 bez powodzenia ubiegał się o reelekcję (z poparciem m.in. Bieguna Wolności i Ruchu Socjalnego – Trójkolorowego Płomienia), zdobywając 48% głosów. Później był członkiem rady dyrektorów Poste Italiane, a także prezesem Poste Vita i Poste Trasporti.
W 1967 zawarł związek małżeński, miał troje dzieci. W 2018 opublikowano książkę Passione Politica, zawierającą jego wspomnienia z kariery politycznej.